# Stilwerk (Hamburg)

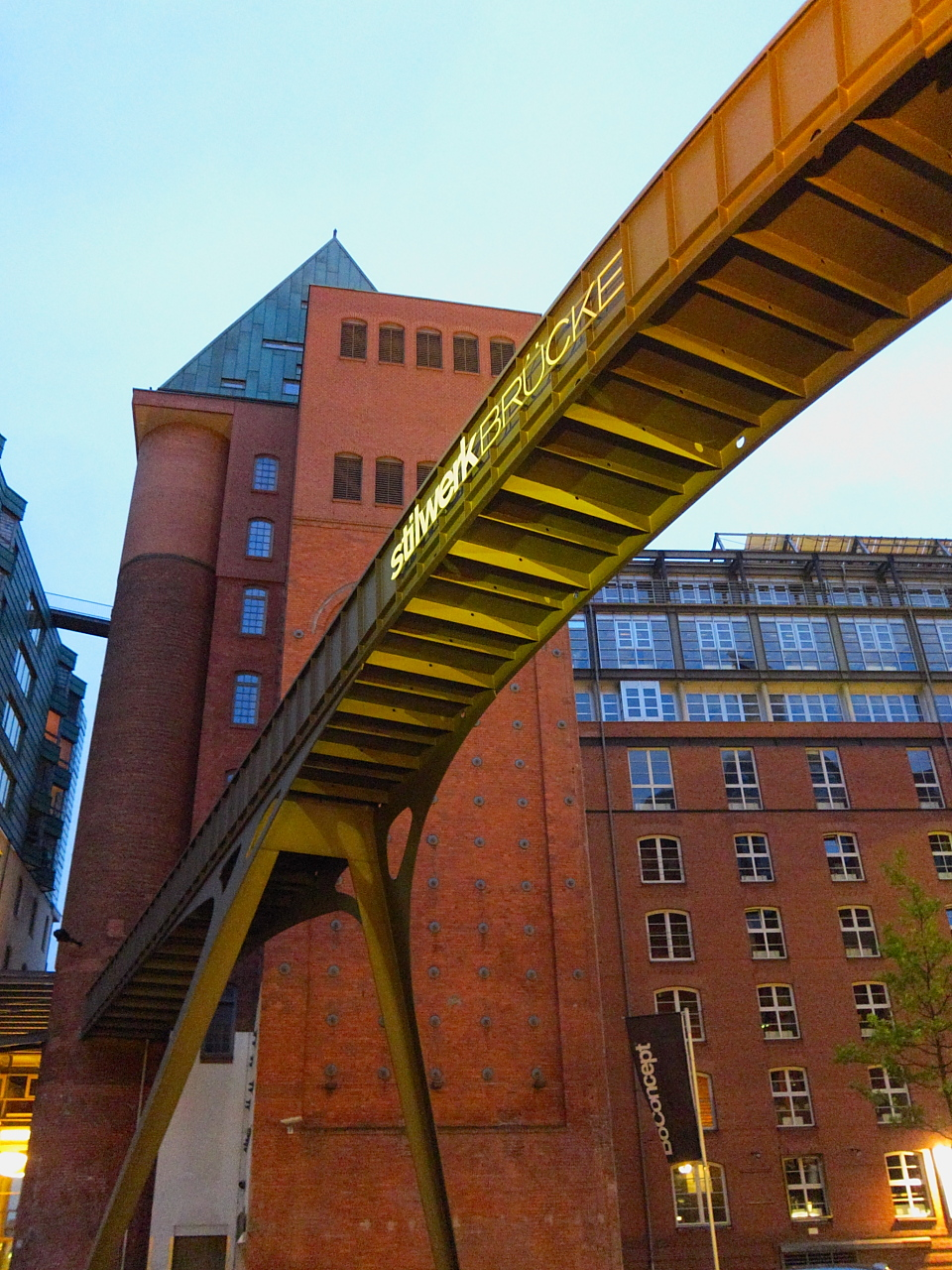
stilwerkgebouw en brug, Große Elbstraße 68 in Hamburg (2010)

Stilwerk is een winkelcentrum in Hamburg. Het biedt onderdak aan winkels op het gebied van interieur en design en biedt ruimte voor tentoonstellingen over architectuur en design en evenementen. Het eerste winkelcentrum onder de Stilwerk-vlag werd in 1996 geopend in een voormalige mouterij vlak bij de visafslag in Hamburg. 
Het mouterijgebouw werd in 1907 gebouwd als een van de eerste skeletconstructies van gewapend beton in Duitsland met de voor die tijd typische bakstenen gevel. De gevel, versierd met blinde bogen en sierbanden, getuigt van de economische welvaart van die tijd. Als een van de laatste industriële monumenten in de stad valt het gebouw sinds 1994 onder monumentenbescherming. Het werd gekocht door de Garbe Group en uitgebreid verbouwd en gerenoveerd voor de herbestemming tot winkelcentrum. Het stilwerkconcept is oorspronkelijk ontwikkeld als gebruiksconcept en dus voor het behoud van de leegstaande mouterij Naefeke. Met een verkoopoppervlakte van ongeveer 11.000 m² is het stilwerk Hamburg aan de Altonaer Fischmarkt een van de grotere winkelcentra van de stad en herbergt zo'n 28 winkels. 